# Hans Völker (Maler)
Hans Völker (* 24. September 1889 in Hannover; † 18. Februar 1960 ebenda) war ein deutscher Zeichenlehrer, Kunsterzieher, Gymnasiallehrer, Lehrbeauftragter und Maler.

## Leben
Hans Völker wuchs in der Gründerzeit des Deutschen Kaiserreichs auf. Nach seinem Schulabschluss studierte er zunächst in seiner Heimatstadt an der dortigen Kunstgewerbeschule sowie in Berlin an der Königlichen Kunstschule unter anderem bei Lovis Corinth. Im Jahr 1912 legte er sein Staatsexamen als „akademischer Zeichenlehrer“ ab.
Nach seinem Studienabschluss arbeitete Völker nahezu durchgängig und bis 1954 an verschiedenen hannoverschen Gymnasien. Während des Ersten Weltkrieges leistete er in den Jahren 1917 und 1918 jedoch Kriegsdienst.
In der Zeit der Weimarer Republik fertigte der Fotograf Ernst Schwitters gegen Ende des Jahres 1927 eine Gruppenbild-Aufnahme, auf der sein Vater Kurt Schwitters in seinem hannoverschen Studio bei der Arbeit an der Broschüre für das Zinnoberfest zu sehen ist. Die Fotografie zeigt ferner Carl Buchheister, die sitzende Käte Steinitz, Hans Völker, Reinecke Altenau und Rudolf Kindermann. Die Fotografie wurde später Teil der Kurt und Ernst Schwitters Stiftung im Besitz des Sprengel Museums Hannover.
Ebenfalls 1927 sowie 1928 ging Hans Völker einem Lehrauftrag an der Kunstgewerbeschule in Hannover nach.
Als Maler arbeitete Hans Völker anfangs hauptsächlich als Porträt- und Stilllebenmaler. Erst in späteren Jahren wendete er sich vorwiegend der Landschaftsmalerei zu. Zu den frühen Werken Völkers zählt jedoch das mitten im Ersten Weltkrieg 1916 in Hannover entstandene Ölgemälde vom Georgengarten, das die Stadt Hannover später erwarb. Das Werk zählt zu den wenigen Ansichten des Georgengartens aus der Zeit vor dem Ankauf des Großen Gartens durch die Stadt; zuvor „war Herrenhausen kaum ein Motiv und danach war es vor allem der wiederhergestellte Garten“. Posthum wurde Völkers Georgengarten in der vom Hannoverschen Künstlerverein im Historischen Museum Hannover 1985 veranstalteten Gemeinschaftsausstellung Hannover im Bild. Künstler des 20. Jahrhunderts sehen Hannover und Hannoveraner gezeigt.

## Erika Völker
Im Zusammenhang mit Hans Völker wird auch die 1917 geborene Erika Völker oder Voelker erwähnt, „die Witwe eines hannoverschen Kunstsammlers“, die durch die Tätigkeit ihres Ehemannes zahlreiche Künstler der 1920er und 1930er Jahre vor allem in der Nachkriegszeit kennenlernte wie Ernst Thoms, Erich Wegner, Carl Buchheister und Grethe Jürgens. Erika Völker stand am 12. August 1992 als Zeitzeugin und Gesprächspartnerin zur Verfügung für die von Ines Katenhusen verfasste Schrift Kunst und Politik. Hannovers Auseinandersetzungen mit der Moderne in der Weimarer Republik.

## Bekannte Werke (Auswahl)
- 1916: Georgengarten, Öl auf Leinwand, 79 × 66,5 cm, im Besitz der Landeshauptstadt Hannover
- „Das Wilhelm-Busch-Museum in Hannover“[4]